# Collines d'Oka
Collines d'Oka är en bergskedja i provinsen Québec i Kanada. Den ligger i regionen Laurentides, i den sydöstra delen av landet, 120 km öster om huvudstaden Ottawa. Högsta punkten i Collines d'Oka är 127 meter över havet.